# Reação concertada
Em química, uma reação concertada é uma reação química na qual simultaneamente, em um único passo, se produzem a ruptura e formação de ligações. Portanto se produz o passo direto de reativos a produtos sem que se tenham implicados intermediários de reação através de um estado de transição.
Exemplo de reações concertadas incluem:
- Reação pericíclica como:
  - Diels-Alder.
  - Reação sigmatrópica.
- Reação SN2.
- Hidroboração.